# إهينومين إهيخامينور
إهينومين إهيخامينور (بالإنجليزية: Ehinomen Ehikhamenor)‏ مواليد 1 أبريل 1980 في بنين، هو ملاكم محترف نيجيري بدأ مسيرته الاحترافية سنة 2004.

## المسيرة الاحترافية
من نزالاته:
- انتصر على دارنيل ويلسون (2009/01/07).
- خسر أمام هيربي هايد (2008/05/30).

## إحصائيات
خاض خلال مسيرته 19 نزالا، فاز في 15 ولم يتعادل وخسر في 4. فاز بالضربة القاضية في 7 نزالا.

## روابط خارجية
- إهينومين إهيخامينور على موقع بوكس ريك (الإنجليزية) (registration required)